# 기소군

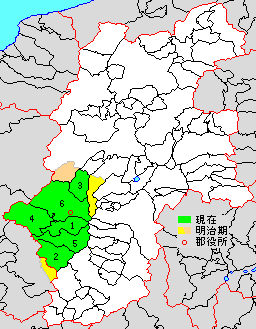
기소군의 위치

기소군(일본어: 木曽郡)은 일본 나가노현의 군 중 하나이다.
인구 23,060명, 면적 1,546.17km², 인구밀도 14.9명/km².(2025년 3월 1일, 추계인구)
이하 3정 3촌으로 구성된다.
- 아게마쓰정(上松町)
- 기소정(木曽町)
- 나기소정(南木曽町)
- 오타키촌(王滝村)
- 오쿠와촌(大桑村)
- 기소촌(木祖村)

## 군역
1879년 행정 구역으로 출범 당시의 군역은 위의 3정 외에 아래 구역에 해당한다.
- 마쓰모토시의 일부
- 시오지리시의 일부
- 기후현 나카쓰가와시의 일부

## 역사
- 1879년 1월 4일 - 군구정촌 편제법이 나가노현에서 시행되면서, 지쿠마군의 일부 구역에 니시치쿠마군(西筑摩郡)이 발족.

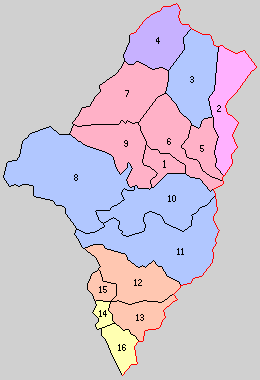
1.후쿠시마촌 2.나라카와촌 3.기소촌 4.나가와촌 5.히요시촌 6.신카이촌 7.가이다촌 8.오타키촌 9.미타케촌 10.고마가네촌 11.오쿠와촌 12.요미카키촌 13.아즈마촌 14.야마구치촌 15.다다치촌 16.미사카촌 (보라:마쓰모토시 분홍:시오지리촌 등색:나기소정 빨강:기소정 노랑:기후현 나카쓰가와시 파랑:합병 없음)

- 1889년 4월 1일 - 정촌제 시행으로, 아래의 정촌이 발족.(16촌)
  - 후쿠시마촌(福島村): 현 기소정
  - 나라카와촌(楢川村): 현 시오지리시
  - 기소촌(木祖村): 현 기소촌
  - 나가와촌(奈川村)(単独村制.: 현 마쓰모토시
  - 히요시촌(日義村), 신카이촌(新開村), 가이다촌(開田村): 현 기소정
  - 오타키촌(王滝村): 현 오타키촌
  - 미타케촌(三岳村): 현 기소정
  - 고마가네촌(駒ヶ根村): 현 아게마쓰정
  - 오쿠와촌(大桑村): 현 오쿠와촌
  - 요미카키촌(読書村), 아즈마촌(吾妻村): 현 나기소정
  - 야마구치촌(山口村): 현 기후현 나카쓰가와시
  - 다다치촌(田立村): 현 나기소정
  - 미사카촌(神坂村): 현 기후현 나카쓰가와시
- 1893년 5월 27일 - 후쿠시마촌이 정제 시행으로 후쿠시마정(福島町)이 됨.(1정 15촌)
- 1922년 9월 1일 - 고마가네촌이 정제 시행과 개칭으로 아게마쓰정(上松町)이 됨.(2정 14촌)
- 1948년 6월 1일 - 나가와촌의 소속이 미나미아즈미군으로 변경.(2정 13촌)
- 1958년
  - 10월 14일 - 미사카촌의 일부가 야마구치촌에 편입.
  - 10월 15일 - 미사카촌이 기후현 나카쓰가와시에 편입.(2정 12촌)
- 1961년 1월 1일 - 요미카키촌·아즈마촌·다다치촌이 합병하여, 나기소정(南木曽町)이 발족.(3정 9촌)
- 1967년 4월 3일 - 후쿠시마정·신카이촌이 합병하여, 기소후쿠시마정(木曽福島町)이 발족.(3정 8촌)
- 1968년 5월 1일 - 니시치쿠마군이 기소군(木曽郡)으로 개칭.
- 2005년
  - 2월 13일 - 야마구치촌이 기후현 나카쓰가와시에 편입.(3정 7촌)
  - 4월 1일 - 나라카와촌이 시오지리시에 편입.(3정 6촌)
  - 11월 1일 - 기소후쿠시마정·히요시촌·가이다촌·미타케촌이 합병하여, 기소정(木曽町)이 발족.(3정 3촌)

## 같이 보기
- 지쿠마군
- 히가시치쿠마군